# BBC 스포츠
BBC 스포츠(BBC Sport)는 BBC 텔레비전, 라디오 및 온라인 사이트에 스포츠 관련 보도를 제공하는 BBC North의 소속 부서이다. BBC는 일부 운동 종목 경기 및 경기 생방송의 텔레비전과 라디오 방송중계권 및 <매치 오브 더 데이> <테스트 매치 스페셜> <스키 선데이> <투데이 앳 윔블던> <그랜드스탠드> 등의 대표 스포츠 분석 프로그램을 보유하고 있다.  스포츠 경기 결과, 분석, 및 중계는 BBC 스포츠 웹사이트와 쌍방향 텔레비전 서비스인 BBC 레드 버튼에서도 제공된다.

## 역사
BBC는 수십년간 다양한 프로그램을 통해 스포츠를 다뤄왔다. 대표적인 프로그램의 하나인 <그랜드스탠드>는 1958년에 첫 방영을 시작하였다. BBC가 BBC 스포츠라는 이름 아래 중계를 시작한 것은 서울 올림픽부터이다.  당시 네 가지 색깔의 고리가 지구를 일주하는 짧은 애니메이션이 오프닝으로 사용되었다. 이 전통은 이후 20년간 지속되었다. 1997년 BBC 뉴스 웹사이트의 개국과 함께 스포츠 부문 역시 온라인 웹사이트에서 처음으로 다루어지게 되었다.

2007년 5월 BBC 트러스트는 BBC 스포츠를 비롯한 몇개 부문을 솔프드로 이동시켰다. 미디어시티UK에 자리잡게 된 신규 부문은 BBC의 주요한 탈런던 행보이자 그간 BBC에 투자를 소홀히 해온 영국 북부지역에 대한 핵심 투자로 받아들여진다. 런던을 떠나온 부문들은 2011년 하반기부터 2012년 상반기에 걸쳐 미디어시티UK의 키하우스로 이전하였다. 2012년 3월 5일, 이전 이후 첫 스포츠 단신 중계가 이루어졌다.

## 스포츠 프로그램 목록

### 축구
BBC는 ITV와 피파 월드컵 방송중계권을 나누어 가지고 있다. 예선전과 토너먼트전, 준결승과 결승전은 거의 동등한 지분으로 양쪽 방송국에서 중계된다.
BBC는 1999년부터 게리 리네커가 진행하는 프로그램 <매치오브더데이>에서 프리미어 리그의 하이라이트를 보여준다. 마크 채프먼과 댄 워커가 진행하는 <매치오브더데이 2>와 <매치오브더데이 2 엑스트라>는 매주 토요일 점심시간 축구 관련 소식을 보도한다. 토요일 오후에는 제이슨 모하메드 진행의 <파이널 스코어>가 이어진다. <매치오브더데이>의 전문가 패널진은 다음과 같다 : 앨런 시어러, 대니 머피, 저메인 지너스, 마틴 키오운, 이안 라이트. 코멘터리 담당 출연진은 다음과 같다 : 가이 모브레이, 스티브 윌슨, 조나단 피어스, 사이먼 브라더튼, 스티브 바우어, 존 못슨, 알리스테어 만. BBC는 또한 2018년까지의 FA컵 중계권을 보유하고 있다.

### 테니스
BBC 스포츠는 윔블던 테니스 챔피언십과 퀸즈클럽 챔피언십의 텔레비전 중계권을 보유하고 있다. BBC와 윔블던과의 계약관계는 1937년까지 거슬러 올라가며, 현행 계약은 2017년까지 유효한 것으로 이 계약은 비슷한 내용 가운데 세계에서 가장 오래된 계약 중 하나로 알려져 있다. BBC의 중계 영상은 900시간에 달하며 159개국의 방송사를 통해 송출되었다. BBC 윔블던 중계는 그랜드슬램 우승자이자 1976년 프랑스 오픈 챔피언인 수 바커가 진행하고 있다. 시합 중계는 BBC 1, BBC 2, 레드 버튼 혹은 BBC 스포츠 웹사이트에서 온라인으로 방영 혹은 제공된다. 하이라이트는 <투데이앳윔블던>에서 시청할 수 있으며, 진행자는 2015년 존 인버데일에서 지금의 클레어 볼딩으로 교체되었다. 같은 해에 해당 프로그램은 <윔블던2데이>로 개명되어 가벼운 잡지를 연상케 하는 신규 포맷으로 개편되었으나 겨우 1년 만에 해당 포맷은 폐기되었다.
코멘터리 중계진은 다음과 같다 : 베티 데이비스, 존 매켄로, 보리스 베커, 존 로이드, 앤디 로딕, 마르티나 나브라틸로바, 데이비드 머서, 닉 멀린스, 조나단 오버랜드, 앤 키어사봉, 버지니아 웨이드, 샘 스미스, 트레이시 오스틴, 팀 헨먼, 앤드류 캐슬, 린지 대븐포트, 팻 캐시, 존 인버데일, 크리스 브래드넘, 제이미 베이커, 댄 롭, 가이 맥크리, 마크 페치, 사이먼 리드, 맨 칠턴, 피터 플레밍, 엘리자베스 스밀리, 조 듀리, 루이즈 플레이밍, 앤드류 코터, 로날드 매킨토시, 앨리슨 밋첼. 정기 토너먼트 기상 업데이트는 캐롤 커크우드가 맡고 있다.
BBC는 또한 윔블던 개막 2주전 치러지는 두 개의 전통적인 선행 행사를 중계한다. 하나는 퀸즈클럽에서의 AEGON 챔피언십으로 윔블던 개막 2주전 치러진다. 해당 경기 중계의 진행은 수 바커, 코멘터리는 앤드류 캐슬, 앤드류 코터, 존 로이드와 피터 플레이밍이 맡는다. 그 다음주에는 이스트본에서 WTA AEGON 인터내셔널 토너먼트전이 열린다. 2015년 해당 중계의 진행은 존 인버데일과 리 맥켄지가, 코멘터리는 앤드류 코터, 샘 스미스, 크리스 브래드넘과 애나벨 크로프트가 맡았다. 두 경기 모두 주로 BBC 2채널에서 중계되었다.
BBC는 또한 Sky Sport 채널과 ATP 월드 투어 파이널 경기 중계권을 나눠 가지고 있으며 주로 BBC 2채널에서 준결승과 결승전까지를 포함하는 그 날의 오후 경기를 방영한다.
BBC는 2017년까지의 모든 브리튼즈 데이비스 컵 경기에 대하여 유로스포츠와 계약하였다. 경기 중계는 대부분 BBC 2채널과 레드 버튼을 통해 방영된다.

### 럭비 유니언
BBC는 ITV와 함께 6개국 럭비대회에 대한 2021년까지의 중계권을 보유하고 있다. 프랑스, 스코틀랜드, 웨일스 홈경기의 경우 BBC 1 혹은 BBC 2채널에서 생방으로 중계된다. 이 경기들에 대한 관련 중계는 쌍방향 서비스인 BBC 레드 버튼이 제공하며, 라디오에서도 모든 경기에 대한 해설 중계를 내보내고 있다. BBC는 또한 스코틀랜드와 웨일스팀이 참가하는 가을 인터내셔널 친선 경기의 생방 중계권 및 잉글랜드 팀 경기 하이라이트의 중계권을 보유하고 있다.
존 인버데일은 BBC 럭비 보도의 주 진행자이다. 개비 로건과 제이슨 모하메드도 럭비 보도 일부의 진행을 맡고 있다. 주요 전문가 패널진은 다음과 같다 : 제레미 구스콧, 조나단 데이비스, 키스 우드, 앤디 니콜, 마틴 윌리엄스와 크리스 패터슨. 주요 해설진은 에디 버틀러와 앤드류 코터, 브라이언 무어와 필립 매튜스를 포함하고 있다. 종종 전문가 패널 일부가 공동 해설진으로 참여하기도 한다.

### 럭비 리그
BBC는 준결승과 결승전을 포함하는 챌린지 컵 및 4개국 럭비대회, 럭비 리그 월드컵의 생방 중계를 제공한다. 해당 보도의 메인 중계진은 마크 채프먼과 타냐 아놀드이며, 해설진은 데이브 우드, 조나단 데이비스와 브라이언 노블이다. BBC의 <수퍼 리그 쇼> 프로그램은 수퍼 리그, 매직 위크엔드, 수퍼 에잇과 그랜드 파이널의 하이라이트 영상을 다룬다.

### 올림픽

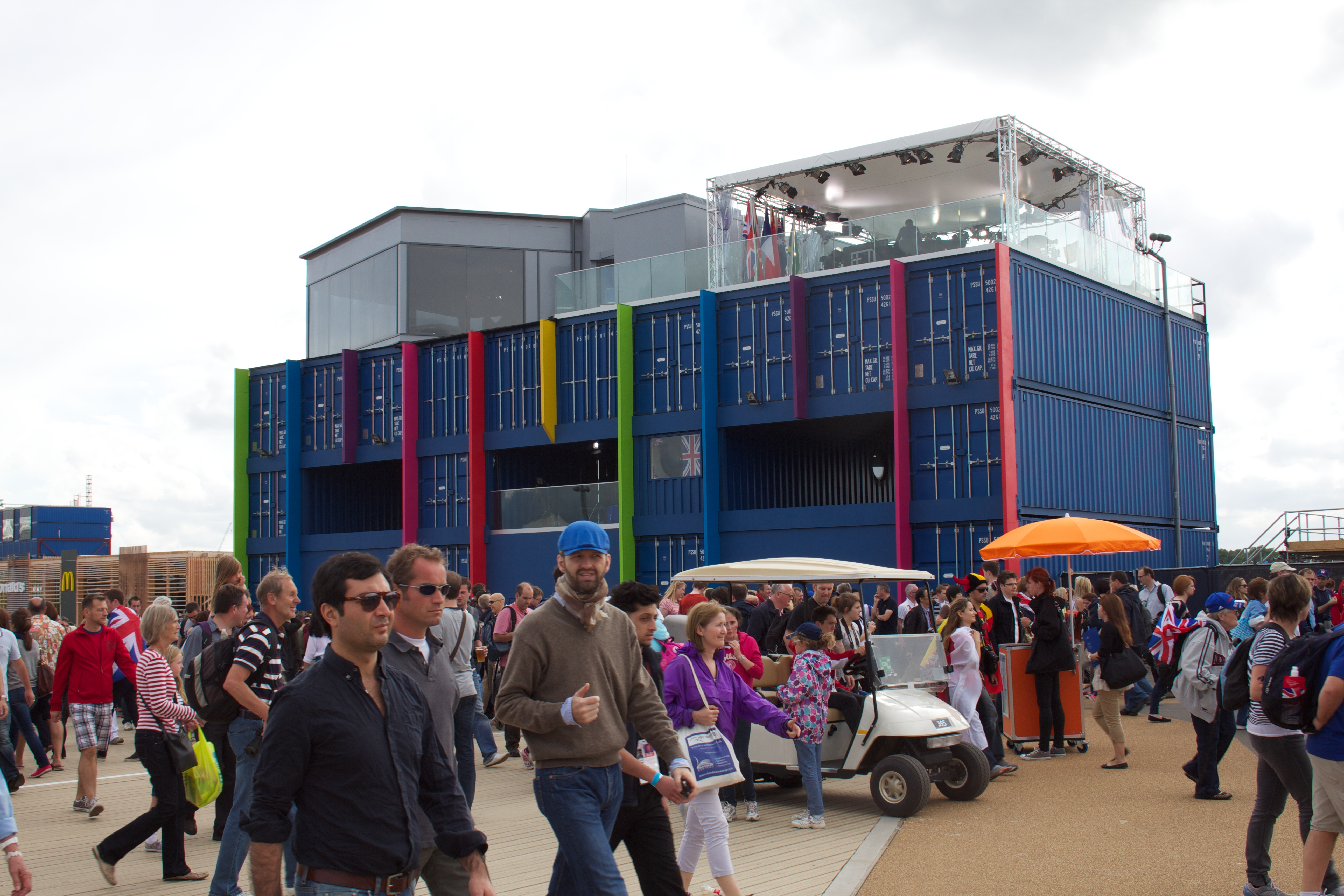
2012년 하계 올림픽 당시 올림픽 공원에 설치된 BBC 1, BBC 3채널 스튜디오

BBC는 하계 올림픽과 동계 올림픽의 지상파 중계 독점권을 보유하고 있으며, 1960년 이래 매해 하계 올림픽의 생방 중계를 계속해왔다. BBC는 2012년 런던 올림픽 당시 소속 방송국 세 곳을 통해 생방 중계를 제공했다. BBC 1은 주요 중계를, BBC 3은 특별 연장 중계를, BBC 2는 BBC 1채널에서 뉴스 속보가 있을 때 경기 중계를 대신하였다.
하계 올림픽에 대한 BBC의 기존 중계권은 2020년까지 유효하다. 2018년 동계 올림픽부터 BBC는 디스커버리 커뮤니케이션스로부터 중계권에 대한 2차 라이센스를 공유 받는다. 디스커버리 커뮤니케이션즈는 2018년부터 2024년까지 전 유럽권에 대하여 올림픽 중계권을 보유하고 있다. 디스커버리가 허가한 2차 라이센스는 2018년과 2020년에는 유료 채널에 제한되나, 2022년과 2024년에는 지상파로도 확대될 예정이다. 결과적으로 BBC의 올림픽 중계 분량 축소가 불가피하나, 이는 역대 올림픽을 BBC가 중계해온 전통을 유지하기 위해서이다. 다큐멘터리 제작에 있어 BBC와 디스커버리의 협력 관계는 유서깊다.

## 같이 보기
- BBC 뉴스
- 스포츠 방송